# Coördinatiecomité van Joodse Organisaties in België

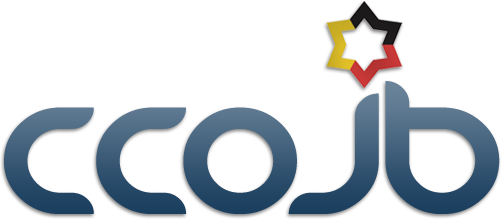
Logo

Het Coördinatiecomité van Joodse Organisaties in België (Comité de coordination des organisations juives de Belgique, CCOJB) is een (meestal Franstalige) Joodse koepelorganisatie in België en de Belgische afdeling van het Joods Wereldcongres. Het (Vlaams) Forum der Joodse Organisaties is geen lid van deze koepelorganisatie.
Het CCOJB werd te Brussel op 26 maart 1969 opgericht als "Belgische afdeling het Joodse Wereldcongres" met als oogmerk "de verdediging, de studie en de ontwikkeling van Joodse waarden in België en in de wereld". De nieuwe benaming werd genomen in 1984.

## Voorzitters
| - Yohan Benizri, 2016- - Serge Rozen, 2015-2016 - Maurice Sosnowski, 2010-2015 - Joël Rubinfeld, 2007-2010 | - Philippe Markiewicz, 2001-2007 - Viviane Teitelbaum, 1998-2001 - Julien Rybski, 1996-1998 | - David Susskind, 1993-1996 - Lazard Perez, 1989-1993 - Joseph Wybran, 1988-1989 | - Markus Pardes, 1986-1988 - André Gantman, 1984-1986 - Alexis Goldschmidt, 1969-1974 |

## Lidorganisaties
Lijst van de lidorganisaties gepubliceerd in het Belgisch Staatsblad van 10 januari 2002 voor de algemene vergadering van de 8 november 2001: 35 in Brussel, 5 in Wallonië en 3 in Vlaanderen. Een nieuwe lijst werd in het BS van 16 februari 2010 gepubliceerd, samen met strengere regels ("werkelijk actief" gedurende 2 jaar) voor het behouden van de lidmaatschap. Het gaat over dezelfde verenigingen, plus De Belgische vrienden van Jad Wasjem, het Centrum Informatie en Documentatie en de ORT Belgium.
| Brussel - Agoudath Sion - Amis belges du Magen David Adom - Athénée Ganenou - Athénée Maïmonide - B'nai B'rith van Brussel - Brith Irgounim Hahaloutsim - Centre communautaire laïc juif - Cercle Ben Gourion - Communauté israélite libérale de Belgique - Communauté sépharade de Bruxelles - Congrégation israélite sépharades unifiés - Liga der Joodse vrouwen in België - Darkenou - École Beth Aviv | - Het ondergedoken kind - W.I.Z.O. (Women’s International Zionist Organisation) - Federatie Wizo België - Luxemburg - Stichting Nationaal Gedenkteken aan de Joodse Martelaars van België - Ichoud Zioni - Likoed van België - Los Muestros - Maccabi Brussel - Mapam van België - Maison de la culture juive (Huis van de Joodse cultuur) - Rusthuis Heureux séjour - Na'amat pioniere vrouwen van België - Zionistich socialistisch Avoda beweging van België - Radio Judaïca - Joodse sociale dienst - Union des anciens étudiants juifs de Belgique - Union des anciens résistants juifs de Belgique - Union des anciens résistants juifs de Belgique - Continuité - Vereniging van Joodse Weggevoerden en Rechthebbenden in België - Dochters en Zonen van de Deportatie | - Union des étudiants juifs de Belgique (U.E.J.B.) - Union des sionistes généraux de Belgique - Union pour un sionisme vivant Wallonië - Communauté israélite de Waterloo et du Brabant Sud (Waterloo) - Communauté israélite de Charleroi (Marcinelle) - Communauté israélite de Liège (Luik) - Foyer israélite de Liège (Luik) - Fraternelle Alpha-Omega (Waterloo) Vlaanderen - Amcha (Edegem) - Joodse Gemeenschap Gent (Gent) |